# La rivincita delle damigelle
La rivincita delle damigelle (Revenge of the Bridesmaids) è un film televisivo del 2010 diretto da James Hayman.

## Trama
Abigail, Rachel e Parker sono tre grandissime e migliori amiche fin da quando erano molto piccole e hanno sempre frequentato la viziata e facoltosa Caitlyn McNabb e sua madre Olivia, pur non apprezzando il comportamento snob e la sostanziale disonestà di entrambe. Una volta cresciute, Parker (determinata e razionale) e Abigail (impulsiva e diretta) lavorano a New York, la prima cerca di avviare la sua carriera come attrice e la seconda come scrittrice pubblicando un libro di successo, ma fatica a procedere con il secondo; quando decidono di fare ritorno nella loro città natale in Louisiana per l'anniversario di nozze dei genitori di Parker, a cui è legata, scoprono che la loro carissima amica di infanzia Rachel, ragazza tanto gentile ed educata quanto ingenua, sarà la damigella d'onore al matrimonio di Caitlyn e Tony, ex-fidanzato di Rachel nonché erede di un notevole e prestigioso patrimonio.
Abigail e Parker, vedendo l'infelicità della loro amica e il gesto crudele di Caitlyn di farla assistere al suo matrimonio con l'ex ragazzo di Rachel, decidono allora di intervenire per sabotare il matrimonio ed aiutare Rachel, la quale si sente responsabile della rottura con Tony. Le due non credono infatti che Caitlyn sia veramente incinta come ha fatto credere a sua madre e a Tony stesso, nonostante il test positivo di gravidanza. Con uno stratagemma riescono liberarsi delle prime due damigelle d'onore e a prenderne il posto, con l'idea di aiutare Rachel a sabotare il matrimonio dall'interno e a farla ricongiungere con Tony, di cui è ancora perdutamente innamorata. A dare speranza e ancora più grinta ad Abigail e a Parker ma soprattutto a Rachel è la scoperta che anche Tony ha confessato di non aver mai smesso di amare quest'ultima. Infine grazie alla rivelazione di un'amica di Caitlyn, Bitsy, un'altra damigella d'onore, scoprono che Caitlyn vuole sposare Tony solo per avere il suo "matrimonio perfetto" e per ottenere il denaro della sua famiglia, dato che la madre Olivia è rimasta al verde e non vuole perdere la sua suntuosa e bellissima villa.
Le tre iniziano così ad attuare il loro piano di sabotaggio, con molti scherzi col solo scopo di far innervosire e crollare Caitlyn per farle annullare le nozze e infine per punirla per il suo egoismo nei confronti di Rachel e Tony, ma ad un certo punto vengono scoperte e addirittura arrestate. Henry, testimone dello sposo e ragazzo di cui Parker si è innamorata, ricambiata, capendo i motivi delle tre, decide però di aiutarle: viene così organizzato il "rapimento" di Caitlyn il giorno stesso delle nozze, complice anche la collaborazione di Bitsy che non ha mai sopportato Caitlyn, per farle confessare che non è incinta e che è esclusivamente interessata al denaro e alle ricchezze di Tony, ma anche in questo caso non riescono ad interrompere il matrimonio e ad estorcerle la verità.
Tony, che nel frattempo ha capito tutto, prima di sposarla confessa a Caitlyn di non essere più ricco e di voler fare l'insegnante di liceo; lei, presa dalla rabbia, rivela allora ciò che le damigelle volevano che confessasse, salvo poi scoprire che quello di Tony era stato un semplice bluff per liberarsi di lei. Rachel e Tony, ormai ricongiunti, possono finalmente stare insieme e sposarsi, mentre Parker e Abigail dopo le nozze della loro amica, una volta tornate a New York hanno finalmente dato una svolta alle proprie vite lavorative: la prima ha ottenuto la parte in un film d'azione e ha intrapreso una relazione con Henry, mentre la seconda ha fatto del piano per mandare a monte il matrimonio il suo secondo libro che ottiene un grande successo: La rivincita delle damigelle.

## Produzione
Raven-Symoné ha annunciato la partecipazione all'opera nel marzo 2010; il mese successivo hanno avuto luogo le riprese a New Orleans, in Louisiana.

## Distribuzione

### Edizione italiana
I dialoghi e la direzione del doppiaggio sono a cura di Stefanella Marrama, assistita da Maria Grazia Napolitano.

## Citazioni e riferimenti
Abigail e Parker confrontano la falsa gravidanza di Caitlyn a quella del film Ufficiale e gentiluomo (1982): Abigail afferma che il personaggio di Lisa Eilbacher, finge di essere incinta al fine di ottenere che il personaggio di David Keith, la sposi e siccome Caitlyn da piccola aveva visto quel film centinaia di volte, crede che abbia adottato la stessa strategia.